# Dicheniotes distigma
Dicheniotes distigma är en tvåvingeart som först beskrevs av Mario Bezzi 1924.  Dicheniotes distigma ingår i släktet Dicheniotes och familjen borrflugor. Inga underarter finns listade i Catalogue of Life.